# Li Qiang (polític)
No confondre amb Li Qiang (piragüista)
Li Qiang (xinès simplificat: 李强, pinyin: Lǐ Qiáng; Rui'an, Zhejiang, 1959) és un polític xinès. Membre del Comitè Permanent del Buró Polític del Partit Comunista Xinès, Secretari del Comitè Municipal del Partit de Xangai. L'11 de març de 2023 va ser nomenat Primer Ministre del Consell d'Estat de la República Popular de laXina.

## Biografia
Li Qiang va néixer el 23 de juliol de 1959 a Ruian, província de Zhejiang (Xina). Des d'octubre de 1978 fins al juliol de 1982, va estudiar al Departament de Maquinària Agrícola de la branca de Ningbo de la Universitat Agrícola de Zhejiang. Del 1976 al 1978 va treballar en diferents llocs en empreses electromecàniques de Ruian.
Va rebre una formació de postgrau a l'Escola del Partit i té un MBA per a executius.

### Carrera política
LI es va incorporar al Partit Comunista Xinès l'any 1983. Els primers càrrecs polítics els va desenvolupar en diverses localitats de la província de Zhejiang, inicialment a la Lliga de la Joventut Comunista de la Xina (1983 - 1984) i després en posicions diverses (director adjunt de la Divisió de Socors Rurals del Departament d'Afers Civils, Secretari del Comitè Polític i Jurídic Secretari del Comitè Municipal de Yongkang, Secretari del Comitè Municipal de Wenzhou, director del Comitè Permanent de l'Assemblea Popular Municipal, director i secretari del Comitè del Partit de l'Administració Provincial d'Indústria i Comerç, i altres) fins que el 2017 va ser nomenat governador provincial.
Va ser membre suplent del 18è Comitè Central del PCX i del 2016 al 2017 va ser secretari del Comitè Provincial del PCX de Jiangsu.
Se'l considera un polític molt proper a Xi Jinping. Li, juntament amb Cai Qi i Li Xi, formen part de l'anomenat "Nou Exèrcit de Zhijiang" que va treballar sota Xi a la província de Zhejiang, la potència econòmica al sud de Xangai. Durant aquest període, Li va acompanyar Xi en molts viatges de treball, va editar els seus discursos i va ajudar a redactar la direcció política de Xi.
Quan Xi va ser el màxim responsable del partit de la província de Zhejiang, Li va ser el seu cap de gabinet i el seu ajudant personal de facto, des del 2004 fins al 2007. Amb Xi com a President, Li va se nomenat primer a governador de Zhejiang i després a secretari del partit de la província de Jiangsu, proporcionant-li l'experiència de govern regional i les credencials que necessitava per a càrrecs més importants.
El 2017 va ser nomenat secretari del Comitè Municipal de Xangai del Partit, on durant la pandèmia del Covid 19 va aplicar amb fermesa la política estricta de "zero-Covid.
Del 2017 al 2022, va ser membre del 19è Politburó del Partit Comunista Xinès.